# Pop 100
Pop 100 – jedna z list przebojów opracowywanych przez amerykański magazyn muzyczny Billboard. Notowania tworzone są na podstawie obecności piosenek na antenach radiowych, a także sprzedaży sklepowej oraz cyfrowej singli.

## Historia
Pop 100 powstało w odpowiedzi na krytykę najpopularniejszego zestawienia Billboard, Billboard Hot 100. Notowaniu zarzucano, że piosenkom popowym, rockowym i country jest bardzo ciężko dostać się do czołowej dziesiątki. Na przykład w 2004 roku każdą piosenkę, która była na szczycie Billboard Hot 100, wykonywał artysta hip-hopowy lub R&B. W czasie, gdy powstała Pop 100, tylko jednej piosence country w ciągu dwudziestu lat udało się uplasować na miejscu 1. Hot 100.
Kiedy powstała lista Pop 100, Billboard Hot 100 zmieniła swój format. W tworzeniu notowań przestano brać pod uwagę wyniki sprzedaży cyfrowej, a liczyć zaczęła się wyłącznie obecność na antenach radiowych oraz sprzedaż sklepowa singli.
Równocześnie do Pop 100, swoją działalność rozpoczęło notowanie Pop 100 Airplay, oparte na obecności piosenek na antenach radiowych.

## Zakończenie działalności
Dnia 10 czerwca 2009 magazyn Billboard opublikował informację, iż zakończono monitorowanie popularności popowych singli, ze względu na malejącą popularność systemu airplay, zaś rosnącą digital download. W oświadczeniu poinformowano, iż monitoring obecności utworów w stacjach radiowych przejmuje lista Top 40 Tracks.